# A-421
La A-421 es la carretera andaluza que une los municipios cordobeses de Villanueva de Córdoba y Villafranca de Córdoba, pasando por Adamuz, en el norte de la provincia de Córdoba.En 2014 se inauguró un tramo remodelado de 12,2 km.de longitud, en el cual se ensanchó la carretera de 5m.a 8m.y se rectificaron las curvas.A través de esta carretera se accede a la estación de Villanueva de Córdoba-Los Pedroches. Su acondicionamiento completo supondría una reducción de más 20 minutos en el viaje entre Villanueva de Córdoba y la capital.
- Datos: Q5653346